# Angina de pit
L'angina de pit (en llatí: angor pectoris) és una obstrucció d'una o més artèries coronàries que ocasiona un dolor opressiu a causa d'una insuficiència en l'aportació d'oxigen al cor, la qual pot ser aguda o crònica. L'angina de pit constitueix el símptoma principal de la cardiopatia isquèmica i significa literalment dolor toràcic degut a una isquèmia miocardíaca, gairebé sempre deguda a arterioesclerosi, encara que també pot presentar-se a causa d'un vasoespasme coronari (angina de Prinzmetal), una esofagitis eosinofílica i en el context d'un pseudoxantoma elàstic o d'una sindrome de Kounis originada per la picada d'una abella. Les angines de pit derivades de l'existència de fístules congènites múltiples entre les coronàries i les cambres cardíaques o d'un mixoma (una neoplàsia benigna del teixit conjuntiu) juvenil i no sindròmic de la vàlvula aòrtica són gairebé insòlites. Es poden presentar sense que hi hagi cap lesió estenòtica coronària concomitant i acostumen a rebre tractament conservador amb fàrmacs.

## Classificació

### Angina estable
També coneguda com a 'angina d'esforç', es refereix al tipus clàssic d'angina relacionada amb la isquèmia miocardíaca. Té diferents graus i manifestacions clíniques. Una presentació típica d'angina estable és la de molèsties al tòrax desencadenades per alguna activitat física (córrer, pujar escales, fer les tasques de la llar, caminar, etc.), amb símptomes mínims o inexistents en repòs o després de l'administració de nitroglicerina sublingual. La simptomatologia sol disminuir uns minuts després de l'exercici i es repeteix quan aquest es reprèn, fet que afecta negativament la qualitat de vida de l'individu. D'aquesta manera, es pot pensar que l'angina estable és similar als símptomes de claudicació intermitent. Altres precipitants de l'angina estable inclouen el clima fred, l'alta altitud, els àpats pesants i l'estrès emocional.

### Angina inestable
Generalment, té un major risc de complicacions greus i un pitjor pronòstic vital que la de tipus estable. Molt poques vegades, aquest tipus d'angina es veu en dones no menopàusiques, apareix com a conseqüència d'una sindrome d'Evans o de la ruptura d'un stent alliberador de fàrmacs recentment implantat, el seu origen és una intoxicació per minoxidil (un antihipertensiu vasodilatador), és causat per un fibroelastoma papil·lar de la paret aòrtica o té uns símptomes semblants als d'una dissecció aòrtica A de Stanford (de l'aorta ascendent). La síndrome de Wellens és un patró electrocardiogràfic singular que apareix en alguns indididus amb angina inestable i que indica una estenosi greu de l'artèria coronària esquerra descendent anterior.

### Angina microvascular
L'angina de pit microvascular, abans denominada síndrome cardíac X, és una anomalia funcional de les petites artèries del cor (artèries epicardíaques, vasos prearteriolars, arterioles i capil·lars) causada per una contracció intramiocardíaca reflexa i la conseqüent reducció transitòria del flux coronari de reserva, que origina un dolor toràcic similar al de l'angina estable en individus amb arteriografies coronàries normals i que tenen els mateixos factors de risc cardiovascular presents en les persones afectades per altres tipus d'angina de pit.

## Clínica
Típicament, el pacient presenta un dolor sobtat de caràcter espasmòdic i una sensació opressiva que gairebé sempre es localitza a nivell retroesternal o en el hemitòrax esquerre que s'irradia al braç del mateix costat. Amb menor freqüència, el dolor s'irradia cap a la regió mandibular o cervical, a la craniofacial, a la part superior de l'abdomen o l'hemitòrax dret. A vegades apareix una sensació de mort imminent. La crisi rarament dura més d'uns minuts i acostuma a respondre bé a l'administració de dinitrat d'isosorbida, ranolazina, ivabradina o nitroglicerina.

## Diagnòstic
Per al diagnòstic de l'angina de pit és precís:
- Anamnesi detallada i exploració física.[42]
- Electrocardiograma: durant els períodes de dolor es pot observar una depressió o una elevació del segment ST.[43]
- Anàlisi de sang.[44]
- Proves més complexes i segons la clínica: ecocardiografia, ergometria,[45] coronariografia,[46] monitoratge Holter,[47] tomografia computada per emissió de fotó simple,[48] tomografia de coherència òptica[49] i gammagrafia de perfusió miocardíaca amb isòtops del tecneci.[50] L'estudi conjunt del potencial electroestàtic negatiu de la membrana cel·lular (potencial Z) i de les variacions morfològiques dels eritròcits en individus amb hipertensió arterial, permet determinar eficaçment el seu risc de desenvolupar una angina de pit.[51]